# Graziella Pareto
Pour les articles homonymes, voir Pareto.
Graziella Pareto (Barcelone, 6 mai 1889 – Rome, 1er septembre 1973) est une soprano espagnole. Elle est considérée comme une des plus grandes sopranos coloratura de l'école espagnole du XXe siècle, à côté de Maria Barrientos, Maria Galvany et Mercedes Capsir.

## Biographie
Fille de la soprano Àngela Homs i Bugueras, Pareto est née à Barcelone. Elle a étudié à Milan avec Vidal, et a fait ses débuts sur scène à Barcelone, dans le rôle de Micaela en 1906, et à Madrid, en 1908, dans le rôle d'Amina dans La sonnambula, un de ses plus grands rôles. Elle a fait ses débuts à La Scala, dans Gilda en 1914.
Elle s'est produite à Paris, Londres, Vienne, et Saint-Pétersbourg, et a longtemps joué au Teatro Colón à Buenos Aires, où elle a chanté de 1909 à 1927, se produisant également à Chicago en 1921. Ses meilleurs rôles comprennent : Rosina, Norina, Lucia, Juliette, Ophélie, Leila, et Lakmé.
Elle s'est retirée à Naples, avec son époux, le compositeur Gabriele Sibella. Elle est décédée à Rome.

## Sources
- R. Mancini & J-J. Rouvereux, Le guide de l'opéra, les indispensables de la musique, (Fayard, 1986),  (ISBN 2-213-01563-5)
- Theodore Baker et Nicolas Slonimsky (trad. de l'anglais par Marie-Stella Pâris, préf. Nicolas Slonimsky), Dictionnaire biographique des musiciens [« Baker's Biographical Dictionary of Musicians »], t. 3 : P-Z, Paris, Robert Laffont, coll. « Bouquins », 1995 (réimpr. 1905, 1919, 1940, 1958, 1978), 8e éd. (1re éd. 1900), 4728 p. (ISBN 2-221-07778-4), p. 3104